# Hermalle-sous-Huy
Hermalle-sous-Huy (wa. Hermåle-dizo-Hu) – dzielnica (section) gminy Engis w Belgii, w Regionie Walońskim, w prowincji Liège, w okręgu Huy. 1 stycznia 2020 roku liczyła 1511 mieszkańców. Do 31 grudnia 1976 r. samodzielna gmina. 

## Demografia
Liczba mieszkańców, stan na 1 stycznia:
| Rok                | 1930 | 1947 | 1961 | 2020 |
| ------------------ | ---- | ---- | ---- | ---- |
| Liczba mieszkańców | 1468 | 1575 | 1395 | 1511 |